# Ngrambingan
Ngrambingan is een bestuurslaag in het regentschap Trenggalek van de provincie Oost-Java, Indonesië. Ngrambingan telt 4810 inwoners (volkstelling 2010).